# Minka

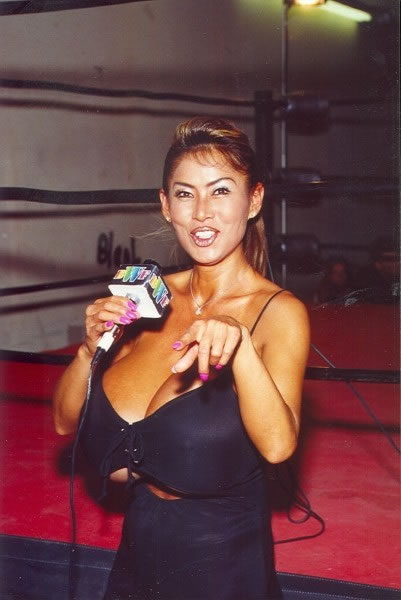
Minka

Minka (7 tháng 9 nam 1970 -) là một ngôi sao điện ảnh và vận động viên tennis Người Mỹ gốc Hàn Quốc.

## Phim tham gia
- AVN Award for "Best Big Bust Video of the Year" (1998)
- Hustler Busty Beauties "Centerfold of the Year"
- Exotic Dancer Magazine "Best Big Bust Entertainer of the Year" (2000)
- Score Model of the Year 2005 (2006)
- Erotica Hall of Fame (inducted 2007)